# Шанксвілл (Пенсільванія)
Шанксвілл (англ. Shanksville) — місто (англ. borough) в США, в окрузі Сомерсет штату Пенсільванія. Населення — 199 осіб (2020).

## Географія
Шанксвілл розташований за координатами 40°1′2″ пн. ш. 78°54′25″ зх. д. / 40.01722° пн. ш. 78.90694° зх. д. (40.017351, -78.906921).  За даними Бюро перепису населення США в 2010 році місто мало площу 0,51 км², уся площа — суходіл.

## Демографія
Згідно з переписом 2010 року, у селищі мешкало 237 осіб у 88 домогосподарствах у складі 60 родин. Густота населення становила 464 особи/км².  Було 98 помешкань (192/км²).
Расовий склад населення:
| - 95,4 % — білих - 0,4 % — корінних американців - 0,4 % — чорних або афроамериканців - 0,4 % — азіатів |

До двох чи більше рас належало 3,0 %. Частка іспаномовних становила 0,4 % від усіх жителів.
За віковим діапазоном населення розподілялося таким чином: 26,6 % — особи молодші 18 років, 59,9 % — особи у віці 18—64 років, 13,5 % — особи у віці 65 років та старші. Медіана віку мешканця становила 38,1 року. На 100 осіб жіночої статі у селищі припадало 111,6 чоловіків;  на 100 жінок у віці від 18 років та старших — 102,3 чоловіків також старших 18 років.
Середній дохід на одне домашнє господарство  становив 79 958 доларів США (медіана — 70 000), а середній дохід на одну сім'ю — 85 586 доларів (медіана — 67 188). За межею бідності перебувало 4,6 % осіб, у тому числі 0,0 % дітей у віці до 18 років та 8,3 % осіб у віці 65 років та старших.
Цивільне працевлаштоване населення становило 134 особи. Основні галузі зайнятості: освіта, охорона здоров'я та соціальна допомога — 26,9 %, мистецтво, розваги та відпочинок — 11,9 %, сільське господарство, лісництво, риболовля — 11,2 %.